# مقاطعة باسارغاد
مقاطعة باسارغاد (بالفارسية: شهرستان فیروزآباد) هي إحدى مقاطعات في محافظة فارس في إيران. مركز مقاطعة باسارغاد هو مدينة سعادت شهر.